# Debre Merqorewos (monasterio)
Debre Merqorewos es un monasterio de la Iglesia ortodoxa de Eritrea situado en la región de Debub, en Eritrea. Fue fundado en la misma época que el monasterio de Debre Mariam. Entre las características más destacadas del monasterio deben destacarse su antigüedad y su vinculación con la regla de Ewostatewos (Eustaquio). El monasterio mantuvo la posesión sobre sus tierras hasta que fueron nacionalizadas por el Derg (Consejo Administrativo Militar Provisional) durante the Guerra de independencia de Eritrea.